# Тайна вечеря (Тінторетто)
«Тайна вечеря» — картина італійського художника епохи Відродження Якопо Тінторетто. Картина олією на полотні, виконана в 1592—1594 роках, зберігається в базиліці Сан-Джорджо Маджоре у Венеції, Італія.

## Огляд

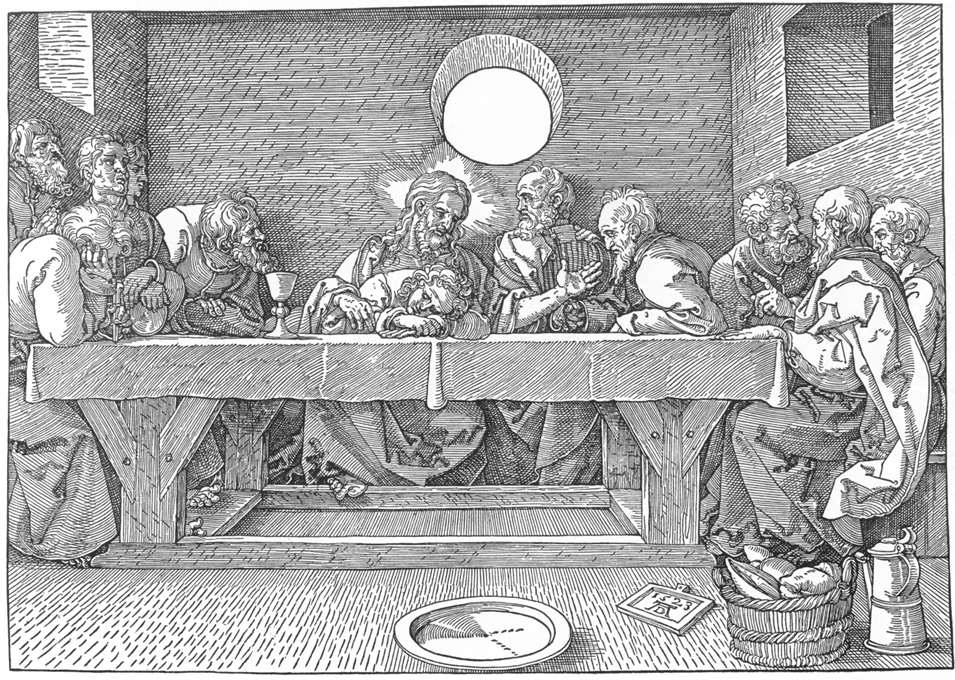
Ксилографія Альбрехта Дюрера «Тайна вечеря» (1523) ілюструє звичайну для цієї тематики фронтальну композицію.

Протягом своєї художньої кар'єри Тінторетто кілька разів зображував «Таємну вечерю». Його ранні картини для Chiesa di San Marcuola (1547) і Chiesa di San Felice (1559) зображують сцену з фронтальної перспективи, а фігури сидять за столом, розміщеним паралельно площині картини. Це відповідає умовам, дотриманим у більшості картин «Таємної вечері», з яких, мабуть, найвідомішим прикладом є фреска Леонардо да Вінчі кінця 1490-х років у Мілані, Італія. Живопис Тінторетто 1594 року, твір останніх років його життя, різко відходить від цієї композиційної формули. Центр сцени займають не апостоли, а другорядні персонажі, наприклад, жінка, яка несе блюдо, і слуги, які беруть посуд зі столу. Стіл, за яким сидять апостоли, відходить у простір по крутій діагоналі. На картині Тінторетто наповнює кімнату надприродним світлом, що йде від Христа та апостолів голови яких оточують сяючі ореоли. Над сценою ширяє безліч ангелів.

«Тайна вечеря» Тінторетто використовує прийоми маньєризму в своїй складній та радикально асиметричній композиції. Своєю динамізмом і акцентом на повсякденності (обстановка схожа на венеціанську корчму) картина вказує шлях до бароко. «Здатність цієї драматичної сцени зацікавити глядачів цілком відповідала ідеалам Контрреформації та вірі католицької церкви в дидактичну природу релігійного мистецтва».